# 春明外史
《春明外史》，是张恨水的一部长篇小说，也是鸳鸯蝴蝶派小说代表作之一。最初在北京《世界晚报》副刊上连载，从1924年到1928年，连载长达四年多，全书86回，共90余万字。小说描写的1920年代北京的市井生活。“春明”是首都的别号。

## 时代背景
在小说第三回《消息雨声中惊雷倚客 风光花落后煮茗劳僧》中，“杨杏园道：“你们法坡方丈在家吗？”慈泉道：“到钱总理府上去了，大概不久就回来。””钱总理指钱能训，1918年10月至1919年6月，任国务总理。当时的总统是徐世昌。但是控制北京政局的是皖系军阀的安福系政治势力。第二回出现的人物徐二是众议院书记官，那时应该是安福国会的众议院。

## 故事梗概
以报社编辑杨杏园的所见所闻为主要线索，串联起来一系列社会见闻。

## 主要人物表
- 杨杏园，北京《影报》馆报人，籍贯皖中，独身。
- 何剑尘，杨杏园的同事。
- 徐二，杨杏园所住皖中会馆邻居，众议院书记官。
- 黄别山，皖中会馆邻居，杨杏园同乡，《幸福报》编辑。
- 吴碧波，杨杏园同乡，京都大学学生。

- 花君，十七八岁，韩家潭胡同松竹班妓女。
- 梨云，十五六岁，韩家潭胡同松竹班妓女，被杨杏园钟情，病死。
- 妹督，年轻富婆，军阀姚慕唐（暗指张敬尧）之妹。
- 李冬青，家庭女教师，先天暗疾，百體不全。
- 史科莲，李冬青的好友。

- 黄梦轩，男旦，杨杏园同乡。
- 笑红，聚禄院妓女，黄梦轩的戏迷。

- 谢碧霞，女演员。
- 贾民意，国会议员。

- 小翠芬，男旦。
- 常小霞，男旦。

- 梅又芳，女演员。

## 主要场景
- 韩家潭胡同，北京八大胡同之一。
- 道泉寺，暗指法源寺，南城名胜。
- 皖中会馆，位于法源寺与八大胡同之间，可能暗指阎王庙街（又称延旺庙街，今菜市口地区迎新街）的怀宁会馆。
- 新世界游艺场，今北京宣武区万明路香厂路交叉路口东北角处。
- 西河沿阳台旅馆，暗指前门外西河沿正阳旅馆，民国初期西河沿是北京的金融街，正阳旅馆是一家豪华旅馆。
- 春明剧场，暗指新明剧场，位于香厂路，蒲殿俊所建，后被烧毁。
- 西方饭店，暗指东方饭店。
- 陶然亭瑶台，今陶然亭黑窑厂街，民国初年这里艺人练嗓子的地方。
- 西单公寓，位于西单牌楼附近[1]。
- 真光电影院，东华门外，今中国儿童剧场。
- 中央公园，今中山公园。
- 北海公园。
- 会文堂大饭庄，暗指后海会贤堂饭庄。